# 2017–18 リバプールFC シーズン
2017–18 リバプールFC シーズンは、リバプール・フットボール・クラブにとって126シーズン目のシーズンであり、イングランドサッカーのトップリーグでの56年連続のシーズンでした。
これはクラブにとってプレミアリーグでの26シーズン連続のシーズンでもあった。 リバプールはプレミアリーグに加えて、FAカップ、EFLカップ、UEFAチャンピオンズリーグにも出場しました。 
シーズンは2017年7月1日から2018年6月30日までの期間をカバーしました。 それはリーグ戦でワトフォードとのアウェー戦で3-3の引き分けから始まった。そして、UEFAチャンピオンズリーグ決勝でレアル・マドリードに1対3で敗れました。
| サブスタブ | この項目は、まだ閲覧者の調べものの参照としては役立たない、書きかけの項目です。この項目を加筆・訂正などしてくださる協力者を求めています。このテンプレートは分野別のサブスタブテンプレートやスタブテンプレート（Wikipedia:分野別のスタブテンプレート参照）に変更することが望まれています。 |